# 1911 في الأرجنتين
فيما يلي قوائم الأحداث التي وقعت خلال عام 1911 في الأرجنتين.

## رياضة
- 1 يناير – دوري الدرجة الأولى الأرجنتيني 1911 الفائز Alumni Athletic Club [الإنجليزية]‏.

## مواليد

### يناير
- 1 يناير – كارلوس كينيدي سبّاح أرجنتيني.
- 11 يناير – ماريو أماديو دبلوماسي أرجنتيني.
- 22 يناير – روبرتو غارسيا موريلو

### فبراير
- 4 فبراير – فرانسيسكو روا لاعب كرة قدم أرجنتيني.

### مارس
- 17 مارس – روزاريو غارسيا ممثلة أرجنتينية.

### أبريل
- 14 أبريل – مانويل غونزالو كازاس

### مايو
- 22 مايو – هيكتور فريستشي لاعب كرة قدم أرجنتيني.

### يونيو
- 24 يونيو – إرنستو ساباتو
- 24 يونيو – خوان مانويل فانجيو

### يوليو
- 1 يوليو – ألبيرتو غالاتيو لاعب كرة قدم أرجنتيني.

### سبتمبر
- 10 سبتمبر – نيللي عمر
- 16 سبتمبر – جيفري ماكدوغال لاعب خماسي حديث أرجنتيني.

### أكتوبر
- 11 أكتوبر – خوان كارلوس زابالا
- 24 أكتوبر – أماندا فاريلا ممثلة أرجنتينية.

### ديسمبر
- 30 ديسمبر – إيفاريستو باريرا مدرب، ولاعب كرة قدم أرجنتيني.

## وفيات

### أغسطس
- 6 أغسطس – فلورنتينو أمفينو (مواليد 1854) عالم أرجنتيني.